# بيسكيرا بوروميو
بيسكيرا بورومايو (بالإيطالية: Peschiera Borromeo ، باللهجة الميلانية: Peschera Borromee). هي بلدية في مدينة ميلانو الكبرى ، في إقليم لومباردي الإيطالي ، تقع على بُعد حوالي 12 كيلومترًا (7 أميال) من جنوب شرق ميلانو. حصلت على لقب "مدينة فخري " بموجب مرسوم رئاسي بتاريخ 6 أغسطس 1988.
تحد بلدية بيسكيرا بورومايو، البلديات التالية: ميلانو ، بيولتيلو ، سيجراتي ، رودانو ، بانتيجليات ، سان دوناتو ميلانيزي ، ميديجليا.

## التاريخ

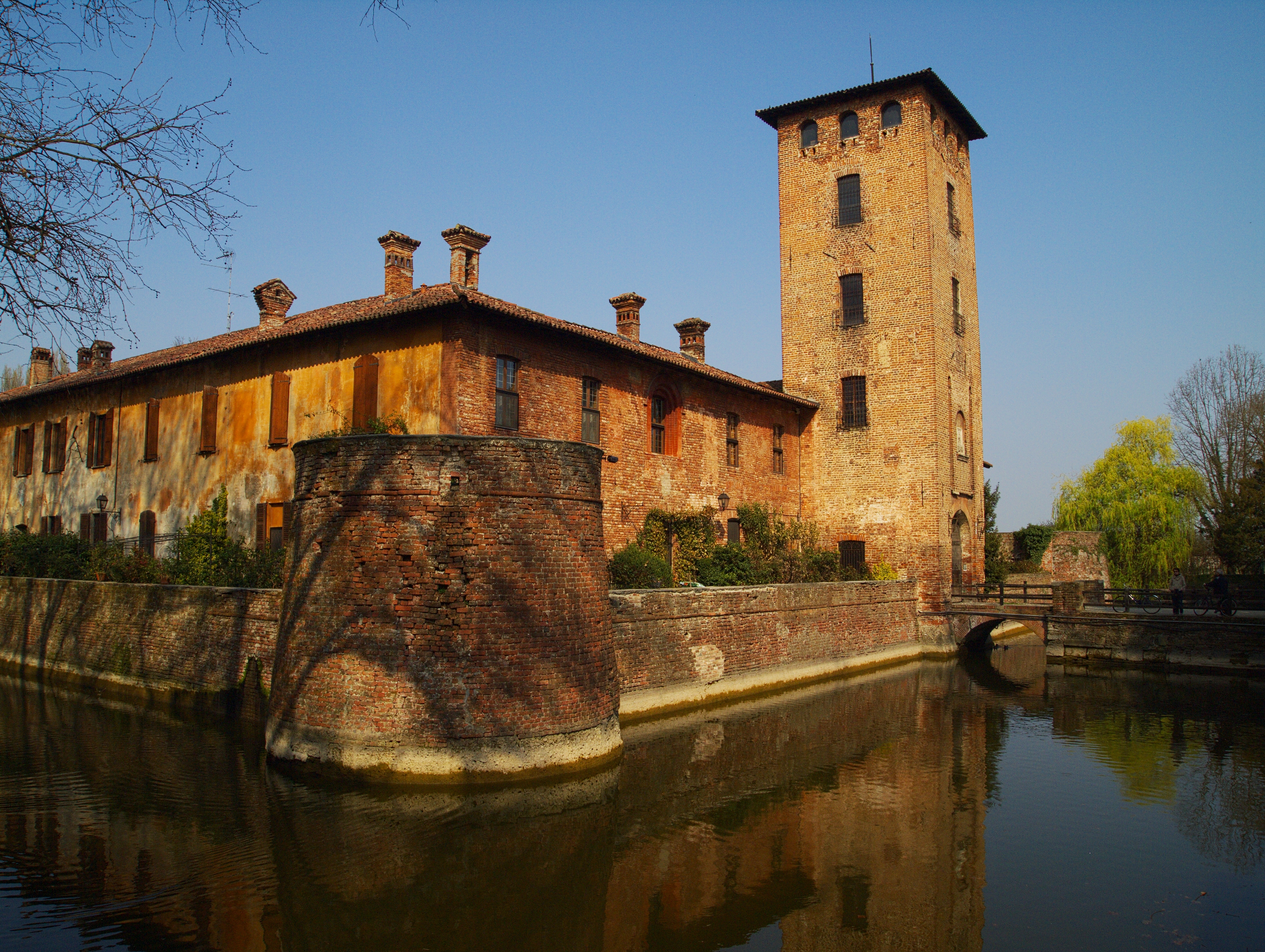
كاستيلو بوروميو دي بيشيرا

كانت الأرض مملوكة لعائلة بوروميو في سان مينياتو في القرن الرابع عشر ، وربما قبل ذلك. المعلم السياحي الرئيسي في بيسكيرا بوروميو هو قلعة بوروميو، التي بناها فيتاليانو بوروميو عام 1437. كان آل بورومي، خلال السنوات الأخيرة من الجمهورية الأمبروزية، مؤيدين لفرانشيسكو سفورزا، وأسكنوه في القلعة بينما كان يحاصر ميلانو عام 1450. و في عام 1461 عين سفورزا الدوق لميلانو، فيليبو بوروميو كونتي دي بيسكييرا.
و لقد أُنشئت مدينة بيسكيرا كبلدية في عام 1863، و لتميزها جزء عن بيسكيرا ديل جاردا ، و جزء لتكريم عائلة بوروميو ، و لقد تم منحها الاسم الكامل بيسكيرا بوروميو.

### المناطق السياحية
تعد بيسكيرا بورومايو من المناطق السياحية التي يتوجه إليها العديد من السياح حيث يوجد فيها :
- حديقة إيدروسكالو
- كنيسة العائلة المقدسة
- كنسية القديس بوفيو

و الوجهات القريبة من البلدة : (ميلان التي تبعد عنها 10,04 كيلومتر، و كياسو منديريسو التي تبعد 49,35 كيلومتر ، و لينيانو 35,07كيلومتر) .

## الروابط الخارجية
- الموقع الرسمي